# كاستيلفاي دي روزانس
بلدية كاستيلبي دي روزانيس (بالكاتالانية: Castellví de Rosanes) هي إحدى بلديات مقاطعة برشلونة، والتي تقع في منطقة كاتالونيا، شرق إسبانيا.
يبلغ عدد سكانها 1.576 نسمة وفقاً لإحصائية سنة (2007).